# Merothrips fusciceps
Merothrips fusciceps är en insektsart som beskrevs av Ian A. Hood och Williams 1915. Merothrips fusciceps ingår i släktet Merothrips och familjen Merothripidae. Inga underarter finns listade i Catalogue of Life.